# Arcidiocesi di Monaco
L'arcidiocesi di Monaco (in latino: Archidioecesis Monoecensis) è una sede della Chiesa cattolica nel Principato di Monaco immediatamente soggetta alla Santa Sede. Nel 2021 contava 31.600 battezzati su 38.000 abitanti. È retta dall'arcivescovo Dominique-Marie David, Comm. l'Emm.

## Territorio
L'arcidiocesi comprende il principato di Monaco. Dal 2001, in base a una convenzione con la diocesi di Nizza, la parrocchia nizzarda di Santo Spirito di Beausoleil, comprendente i comuni di Beausoleil, Cap-d'Ail, La Turbie e Peille, limitrofi al principato di Monaco, è stata affidata alla cura pastorale dell'arcidiocesi di Monaco, pur restando sotto la giurisdizione della diocesi di Nizza.
Sede arcivescovile è la città di Monaco, dove si trova la cattedrale dell'Immacolata Concezione.
Il territorio è suddiviso in 6 parrocchie.

## Storia
L'abbazia territoriale dei santi Nicola e Benedetto fu eretta il 30 aprile 1868 con il decreto Pastoris aeterni della Congregazione Concistoriale, ricavandone il territorio dalla diocesi di Nizza. Il suo territorio comprendeva originariamente il solo principato di Monaco. Nel 1875 iniziarono i lavori di costruzione della cattedrale dell'Immacolata Concezione, che terminarono nel 1903.
Il 15 marzo 1887 con la bolla Quemadmodum sollicitus di papa Leone XIII l'abbazia territoriale fu elevata a diocesi immediatamente soggetta alla Santa Sede e assunse il nome di diocesi di Monaco.
Il 30 luglio 1981 la diocesi è stata elevata al rango di arcidiocesi con la bolla Apostolica haec di papa Giovanni Paolo II.
Il 1º settembre 2001 alcuni comuni francesi limitrofi appartenenti alla diocesi di Nizza (Beausoleil, Cap-d'Ail, La Turbie e Peille) sono stati affidati, tramite convenzione, alla cura pastorale dell'arcidiocesi di Monaco.

## Cronotassi dei vescovi
Si omettono i periodi di sede vacante non superiori ai 2 anni o non storicamente accertati.
- Romarico Flugi d'Aspermont, O.S.B. † (21 maggio 1868 - 1871)
- Léandre de Dou, O.S.B. † (1871 - 1874)
- Hildebrand Marie Dell'Oro di Giosuè, O.S.B. † (1874 - 1875)
  - Sede vacante (1875-1887)[3]
- Charles-Bonaventure-François Theuret † (17 marzo 1887 - 11 novembre 1901 deceduto)
- Jean-Charles Arnal du Curel † (2 ottobre 1903 - 6 giugno 1915 deceduto)
- Gustave Vié † (8 maggio 1916 - 10 luglio 1918 deceduto)
  - Sede vacante (1918-1920)
- Georges-Prudent-Marie Bruley des Varannes † (16 dicembre 1920 - 13 febbraio 1924 dimesso[4])
- Auguste-Maurice Clément † (25 aprile 1924 - 2 marzo 1936 dimesso[5])
- Pierre-Maurice-Marie Rivière † (2 marzo 1936 - 13 maggio 1953 dimesso[6])
- Gilles-Henri-Alexis Barthe † (13 maggio 1953 - 4 maggio 1962 nominato vescovo di Fréjus-Tolone)
- Jean-Édouard-Lucien Rupp † (9 giugno 1962 - 8 maggio 1971 nominato nunzio apostolico in Iraq[7])
- Edmond-Marie-Henri Abelé † (27 giugno 1972 - 1º dicembre 1980 nominato vescovo di Digne)
- Charles-Amarin Brand † (30 luglio 1981 - 16 luglio 1984 nominato arcivescovo, titolo personale, di Strasburgo)
- Joseph-Marie Sardou, S.C.J. † (31 maggio 1985 - 16 maggio 2000 ritirato)
- Bernard César Augustin Barsi † (16 maggio 2000 - 21 gennaio 2020 ritirato)
- Dominique-Marie David, dal 21 gennaio 2020

## Statistiche
L'arcidiocesi nel 2021 su una popolazione di 38.000 persone contava 31.600 battezzati, corrispondenti all'83,2% del totale.
| anno | popolazione | popolazione | popolazione | presbiteri | presbiteri | presbiteri | presbiteri                | diaconi | religiosi | religiosi | parrocchie |
| anno | battezzati  | totale      | %           | numero     | secolari   | regolari   | battezzati per presbitero | diaconi | uomini    | donne     | parrocchie |
| ---- | ----------- | ----------- | ----------- | ---------- | ---------- | ---------- | ------------------------- | ------- | --------- | --------- | ---------- |
| 1949 | 14.950      | 23.000      | 65,0        | 35         | 20         | 15         | 427                       |         | 59        | 149       | 4          |
| 1970 | 21.675      | 23.053      | 94,0        | 34         | 16         | 18         | 637                       |         | 52        | 114       | 5          |
| 1980 | 24.839      | 25.029      | 99,2        | 33         | 14         | 19         | 752                       | 1       | 53        | 62        | 5          |
| 1990 | 25.000      | 27.000      | 92,6        | 26         | 13         | 13         | 961                       | 1       | 27        | 34        | 6          |
| 1999 | 27.000      | 30.000      | 90,0        | 20         | 12         | 8          | 1.350                     | 1       | 8         | 18        | 6          |
| 2000 | 27.000      | 30.000      | 90,0        | 21         | 14         | 7          | 1.285                     | 1       | 7         | 17        | 6          |
| 2001 | 29.000      | 32.020      | 90,6        | 20         | 14         | 6          | 1.450                     | 1       | 6         | 18        | 6          |
| 2002 | 29.000      | 32.000      | 90,6        | 20         | 13         | 7          | 1.450                     | 1       | 7         | 15        | 6          |
| 2003 | 29.000      | 32.000      | 90,6        | 21         | 14         | 7          | 1.380                     | 1       | 7         | 14        | 6          |
| 2004 | 29.000      | 32.000      | 90,6        | 18         | 13         | 5          | 1.611                     | 1       | 5         | 15        | 6          |
| 2013 | 30.000      | 36.371      | 82,5        | 24         | 18         | 6          | 1.250                     | 3       | 7         | 10        | 6          |
| 2016 | 30.000      | 36.136      | 83,0        | 23         | 17         | 6          | 1.304                     | 4       | 6         | 9         | 6          |
| 2019 | 30.000      | 36.136      | 83,0        | 24         | 19         | 5          | 1.250                     | 3       | 10        | 11        | 6          |
| 2021 | 31.600      | 38.000      | 83,2        | 24         | 19         | 5          | 1.316                     | 3       | 5         | 11        | 6          |